# Saint-Vérand (Rhône)
Pour les articles homonymes, voir Saint-Vérand.
Saint-Vérand est une commune française, située dans le département du Rhône en région Auvergne-Rhône-Alpes.

## Géographie
Saint-Vérand est un village situé dans le département du Rhône en région Rhône-Alpes. Le village de Saint-Vérand appartient à l'arrondissement de Villefranche-sur-Saône et au canton de Le Bois-d'Oingt. Le code postal du village de Saint-Vérand est le 69620 et son code Insee est le 69239. Les habitants de Saint-Vérand se nomment les Véranais et les Véranaises.

### Communes limitrophes

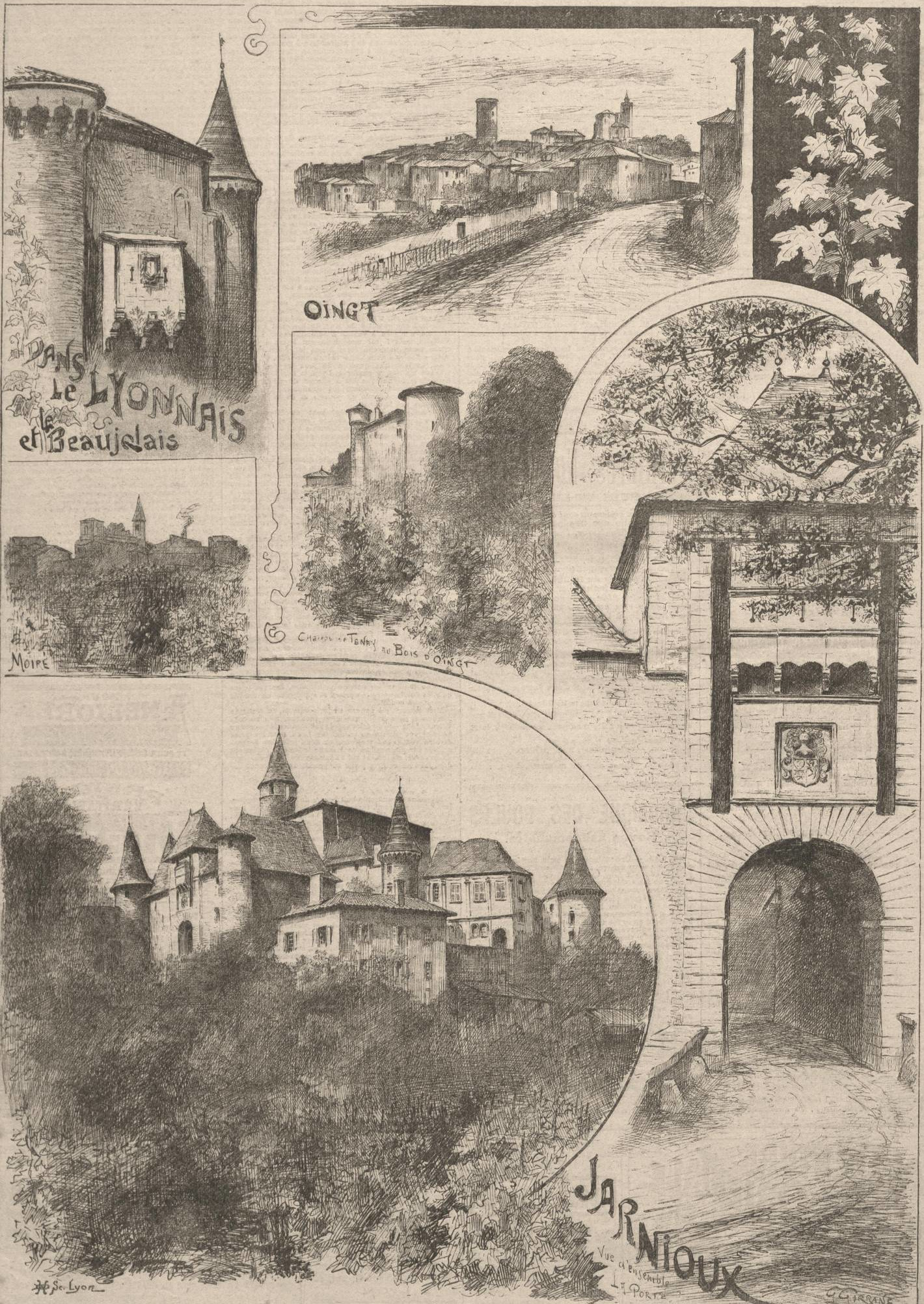

### Climat
Pour des articles plus généraux, voir Climat d'Auvergne-Rhône-Alpes et Climat du Rhône.
En 2010, le climat de la commune est de type climat océanique dégradé des plaines du Centre et du Nord, selon une étude du Centre national de la recherche scientifique s'appuyant sur une série de données couvrant la période 1971-2000. En 2020, Météo-France publie une typologie des climats de la France métropolitaine dans laquelle la commune est exposée à un climat de montagne ou de marges de montagne et est dans la région climatique Nord-est du Massif Central, caractérisée par une pluviométrie annuelle de 800 à 1 200 mm, bien répartie dans l’année.
Pour la période 1971-2000, la température annuelle moyenne est de 11 °C, avec une amplitude thermique annuelle de 17,3 °C. Le cumul annuel moyen de précipitations est de 813 mm, avec 9,7 jours de précipitations en janvier et 7 jours en juillet. Pour la période 1991-2020, la température moyenne annuelle observée sur la station météorologique de Météo-France la plus proche, « Le Breuil », sur la commune du Breuil à 5 km à vol d'oiseau, est de 11,6 °C et le cumul annuel moyen de précipitations est de 749,8 mm,. Pour l'avenir, les paramètres climatiques de la commune estimés pour 2050 selon différents scénarios d'émission de gaz à effet de serre sont consultables sur un site dédié publié par Météo-France en novembre 2022.

## Urbanisme

### Typologie
Au 1er janvier 2024, Saint-Vérand est catégorisée commune rurale à habitat dispersé, selon la nouvelle grille communale de densité à sept niveaux définie par l'Insee en 2022.
Elle est située hors unité urbaine. Par ailleurs la commune fait partie de l'aire d'attraction de Lyon, dont elle est une commune de la couronne,. Cette aire, qui regroupe 397 communes, est catégorisée dans les aires de 700 000 habitants ou plus (hors Paris),.

### Occupation des sols

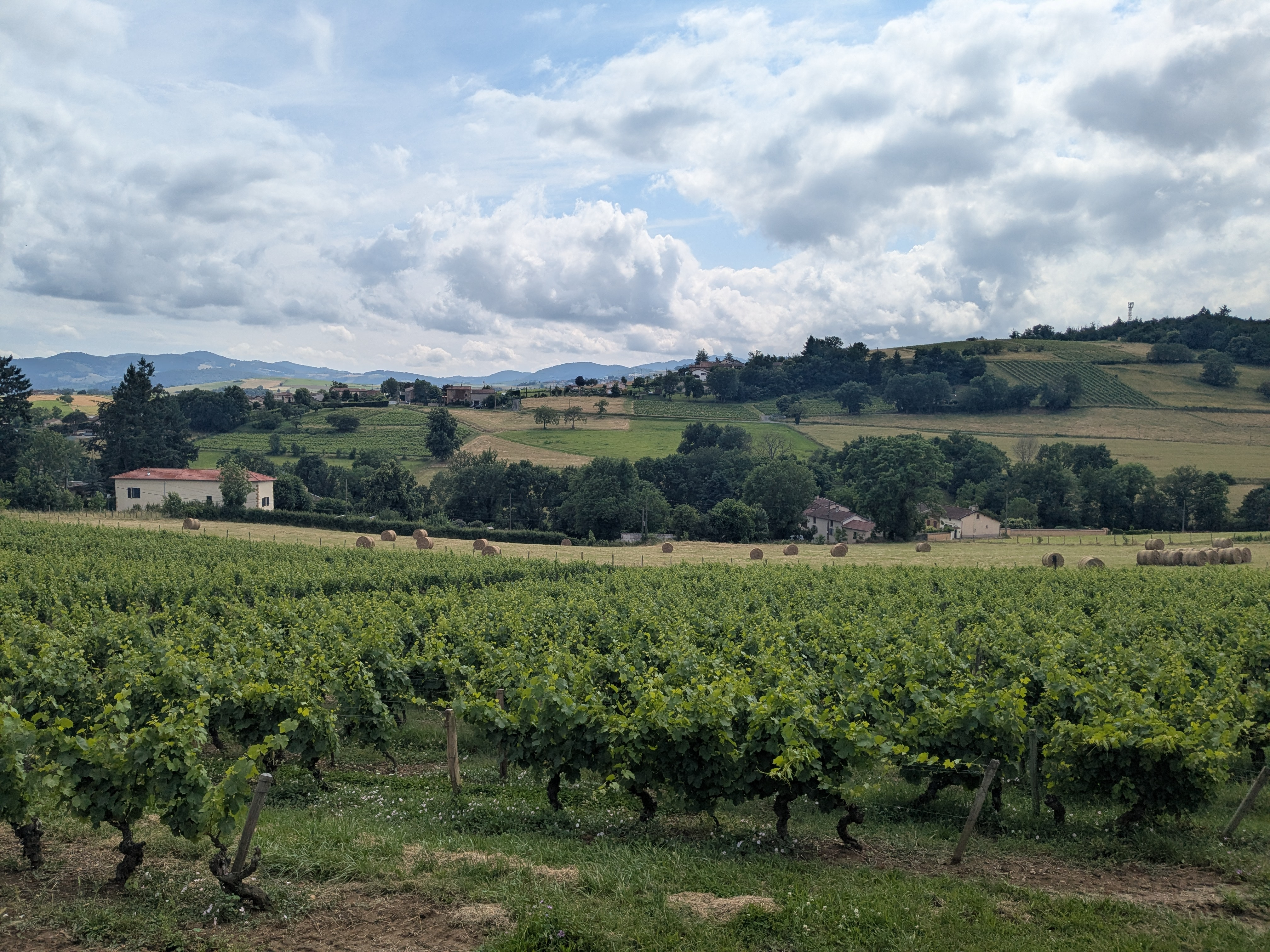
Paysage de la commune, entre vignes, prairies et forêt.

L'occupation des sols de la commune, telle qu'elle ressort de la base de données européenne d’occupation biophysique des sols Corine Land Cover (CLC), est marquée par l'importance des territoires agricoles (75,7 % en 2018), une proportion sensiblement équivalente à celle de 1990 (75,5 %). La répartition détaillée en 2018 est la suivante :
prairies (36,5 %), cultures permanentes (33,5 %), forêts (24,3 %), zones agricoles hétérogènes (5,7 %). L'évolution de l’occupation des sols de la commune et de ses infrastructures peut être observée sur les différentes représentations cartographiques du territoire : la carte de Cassini (XVIIIe siècle), la carte d'état-major (1820-1866) et les cartes ou photos aériennes de l'IGN pour la période actuelle (1950 à aujourd'hui).

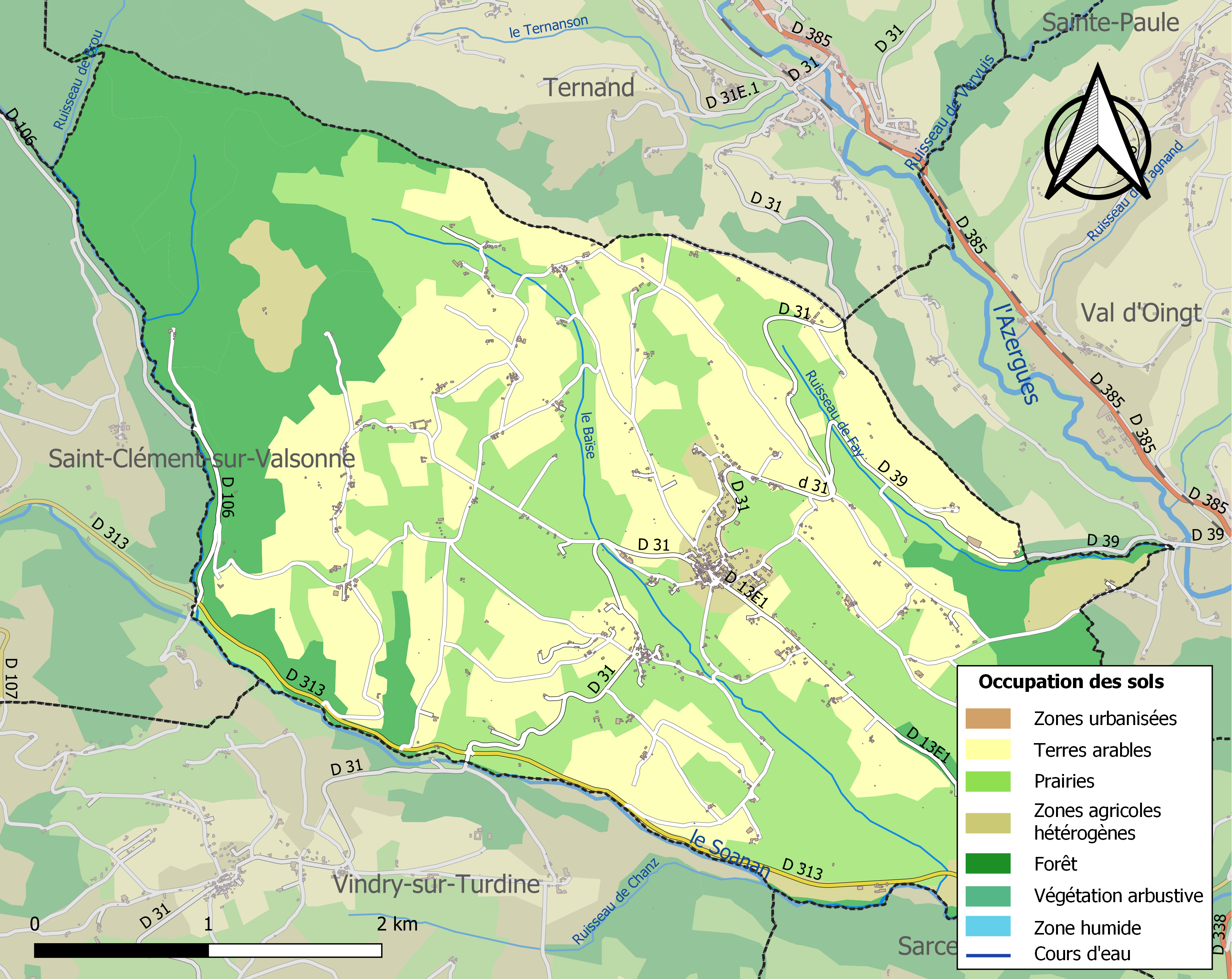
Carte des infrastructures et de l'occupation des sols de la commune en 2018 (CLC).

## Histoire
Aucune trace d'occupation n'est attestée pendant la période romaine, tant au niveau archéologique que bibliographique.
A l'ouest et sur le territoire de cette commune dont ils dépendent, sont deux châteaux, l'un connu sous le nom de la Garde, l'autre sous celui de la Flachère. Ce dernier était au XVIIIe siècle une construction rectangulaire flanquée de tours rondes à chaque angle. Sous le Second Empire, la famille Chaponnay, propriétaire du château, fait appel à l'architecte Viollet-le-Duc pour remanier l'édifice selon le style néogothique. Les travaux s'étendent de 1863 à 1969. La bâtisse s'élève au milieu d'un parc de 200 hectares. Quant au château de La Garde, avec sa structure fortifiée de la fin du Moyen Âge, il fut édifié par les premiers seigneurs de Saint-Vérand.

## Héraldique
| Blason de Saint-Vérand | Les armes de Saint-Vérand se blasonnent ainsi : D'azur aux trois tours d'or, ouvertes et ajourées du champ, maçonnées de sable, au chef aussi d'or chargé de trois grappes de raisin au naturel feuillées de sinople. |

## Politique et administration

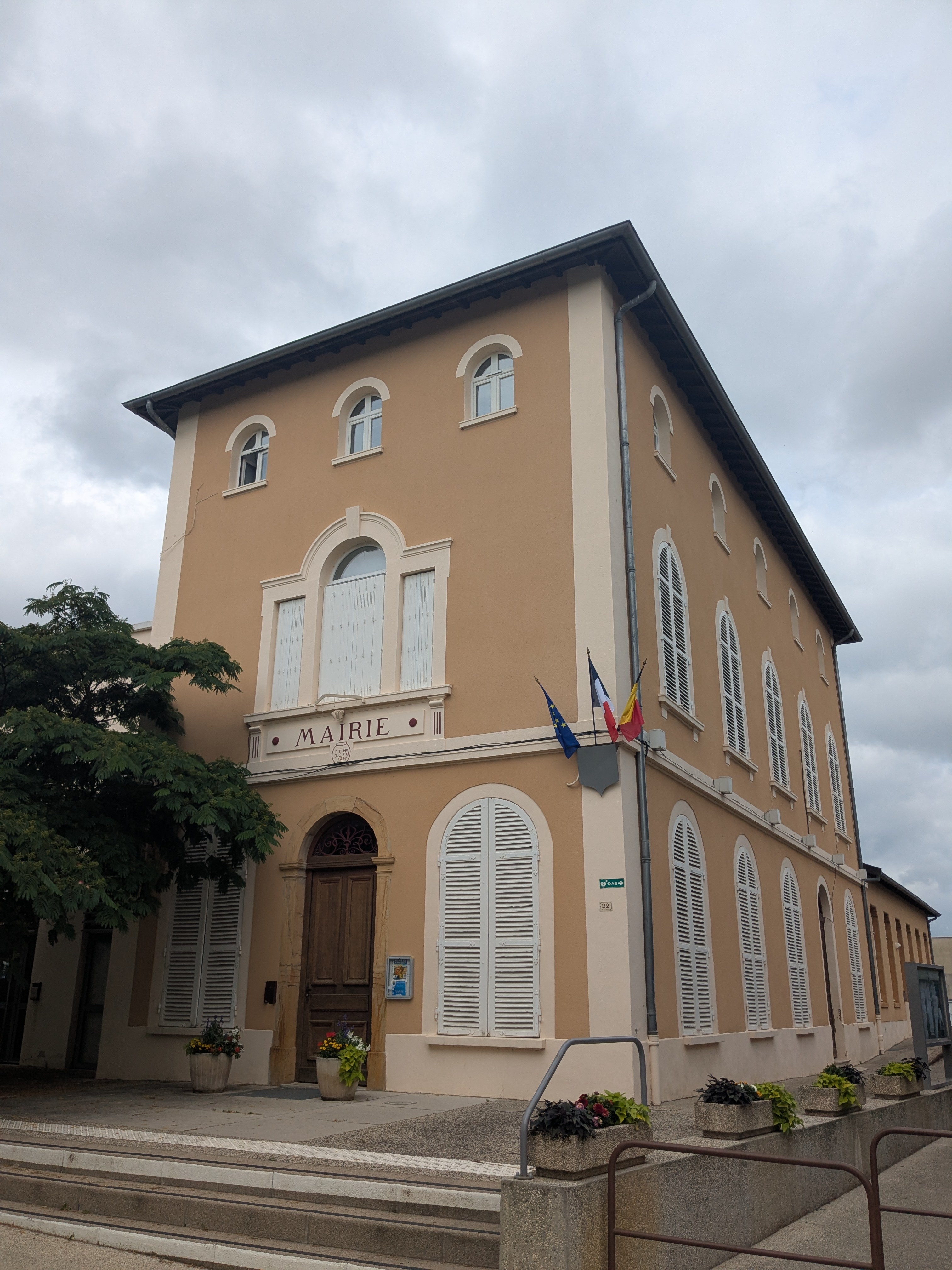
Mairie

| Période                                  | Période  | Identité       | Étiquette | Qualité      |
| ---------------------------------------- | -------- | -------------- | --------- | ------------ |
|                                          |          |                |           |              |
| 1995                                     | En cours | Gérard Chardon |           | Ancien cadre |
| Les données manquantes sont à compléter. |          |                |           |              |

## Démographie
L'évolution du nombre d'habitants est connue à travers les recensements de la population effectués dans la commune depuis 1793. Pour les communes de moins de 10 000 habitants, une enquête de recensement portant sur toute la population est réalisée tous les cinq ans, les populations de référence des années intermédiaires étant quant à elles estimées par interpolation ou extrapolation. Pour la commune, le premier recensement exhaustif entrant dans le cadre du nouveau dispositif a été réalisé en 2006.

En 2022, la commune comptait 1 147 habitants, en évolution de −2,47 % par rapport à 2016 (Rhône : +3,93 %, France hors Mayotte : +2,11 %).
| 1793 | 1800 | 1806 | 1821 | 1831  | 1836  | 1841  | 1846  | 1851  |
| ---- | ---- | ---- | ---- | ----- | ----- | ----- | ----- | ----- |
| 809  | 782  | 886  | 923  | 1 041 | 1 045 | 1 115 | 1 053 | 1 126 |

| 1856  | 1861  | 1866  | 1872  | 1876  | 1881  | 1886  | 1891  | 1896  |
| ----- | ----- | ----- | ----- | ----- | ----- | ----- | ----- | ----- |
| 1 165 | 1 182 | 1 140 | 1 108 | 1 205 | 1 165 | 1 162 | 1 172 | 1 163 |

| 1901  | 1906  | 1911 | 1921 | 1926 | 1931 | 1936 | 1946 | 1954 |
| ----- | ----- | ---- | ---- | ---- | ---- | ---- | ---- | ---- |
| 1 134 | 1 081 | 932  | 841  | 879  | 838  | 772  | 785  | 734  |

| 1962 | 1968 | 1975 | 1982 | 1990 | 1999 | 2006  | 2011  | 2016  |
| ---- | ---- | ---- | ---- | ---- | ---- | ----- | ----- | ----- |
| 647  | 610  | 636  | 713  | 760  | 993  | 1 082 | 1 091 | 1 176 |

| 2021  | 2022  | - | - | - | - | - | - | - |
| ----- | ----- | - | - | - | - | - | - | - |
| 1 169 | 1 147 | - | - | - | - | - | - | - |

## Culture locale et patrimoine

### Espaces verts et fleurissement
La commune obtient une fleur au concours des villes et villages fleuris en 2015.

## Tourisme
La commune est traversée par le Sentier de grande randonnée de pays Tour du Beaujolais des Pierres dorées.

### Lieux et monuments

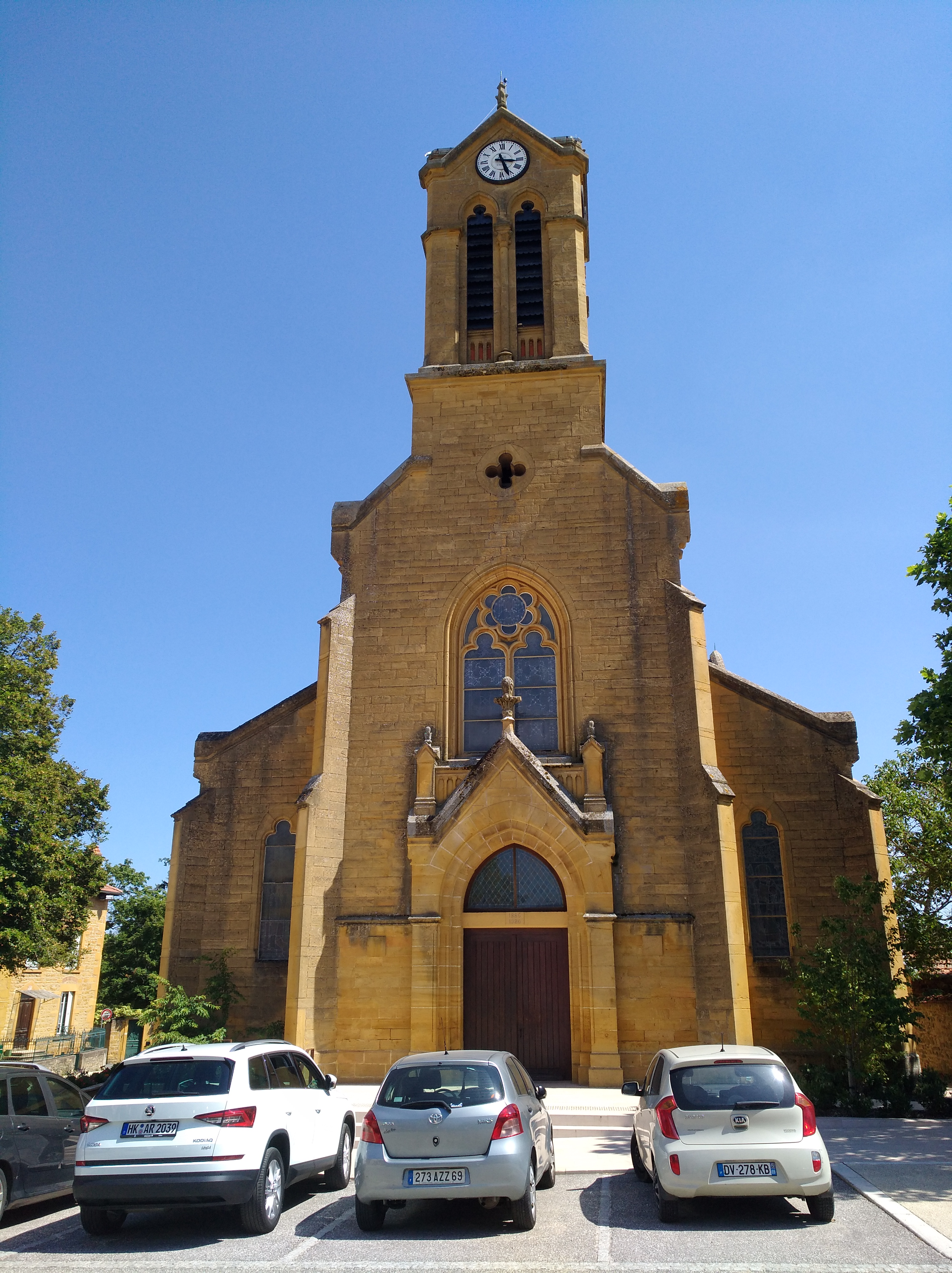
Façade ouest de l'église

Château de la Flachère.

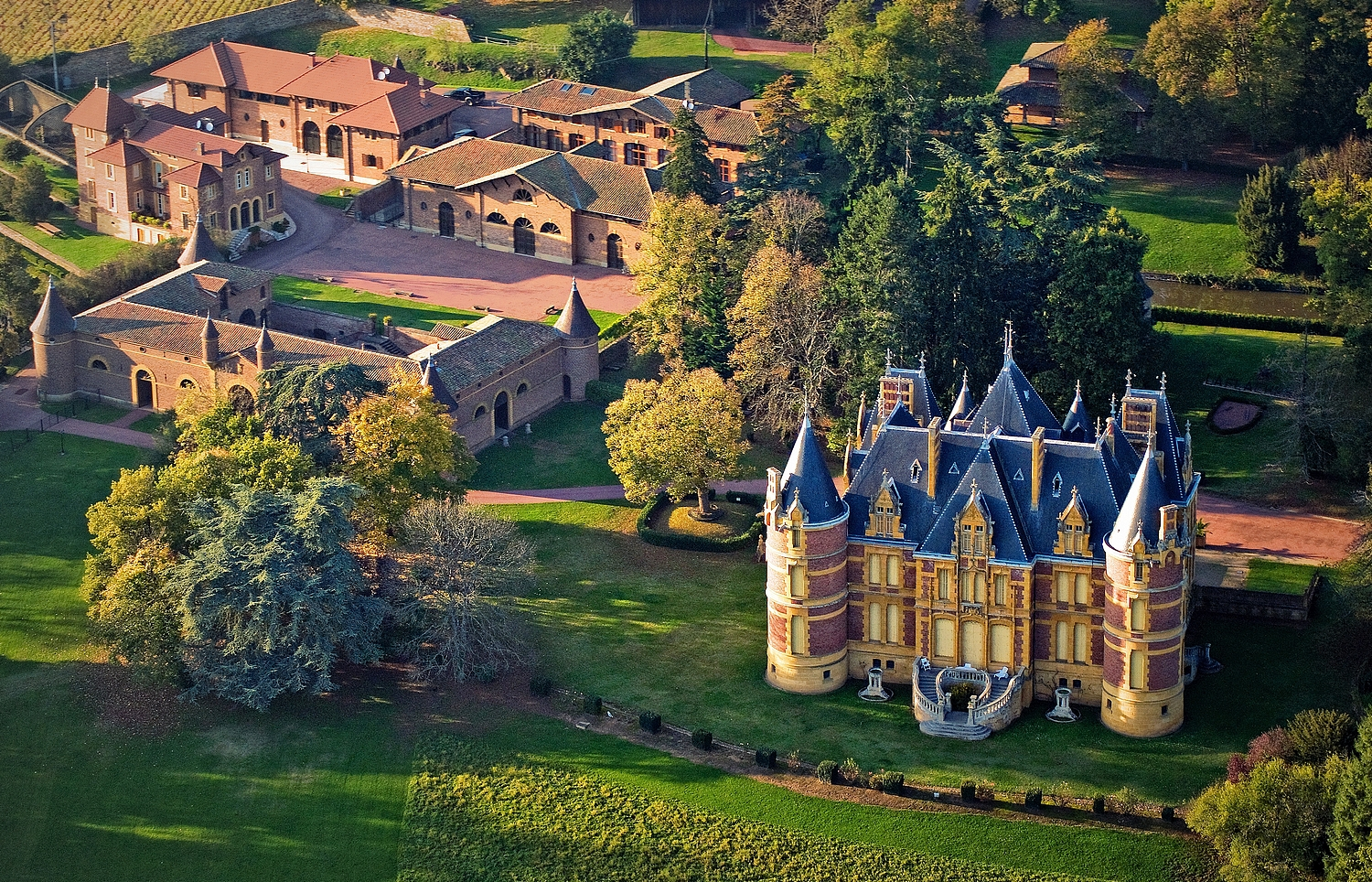
Le château de La Flachère en 2008.
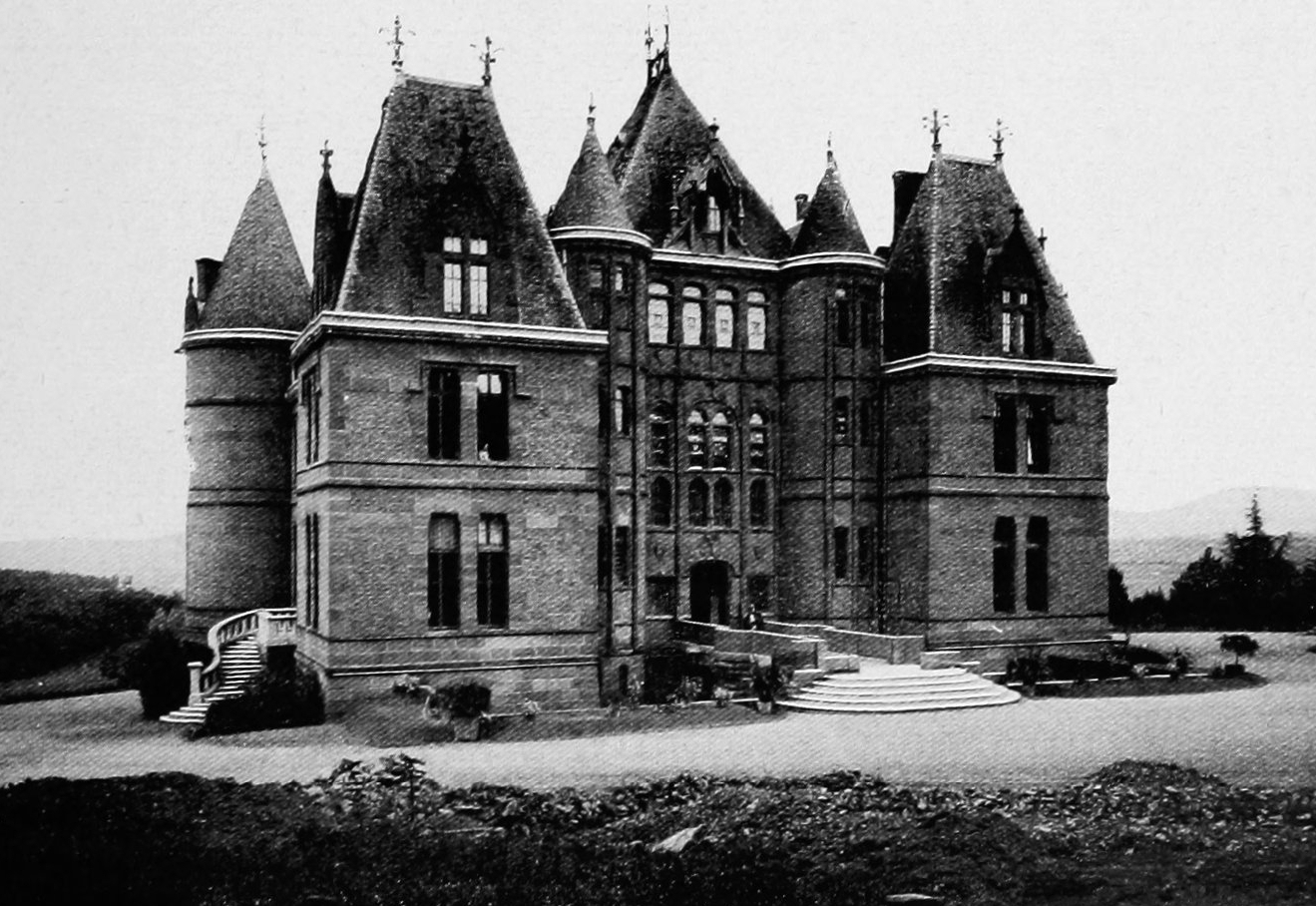
Le château de la Flachère entre 1901 et 1902.

### Personnalités liées à la commune
- Antoine Pierre Marie François Joseph de Lévis-Mirepoix, dit duc de Lévis-Mirepoix, né à Léran le 1er août 1884 et mort à Lavelanet le 16 juillet 1981, romancier, académicien et essayiste français résida au château de la Flachère, propriété de la famille de sa femme.
- Francine Fromond, résistante communiste, arrêtée par la Milice le 30 juillet 1943 en compagnie de sa mère. Elle fut fusillée le 5 août 1944, sa mère est morte en détention des suites des sévices subis en prison.
- Marc Lemonier, écrivain, a passé son enfance à Saint-Vérand.